# 8294 Такаюкі
8294 Такаюкі (8294 Takayuki) — астероїд головного поясу, відкритий 26 жовтня 1992 року.
Тіссеранів параметр щодо Юпітера — 3,225.
Названо на честь Такаюкі (яп. たかゆき(孝幸) такаюкі).